# Almiqui paradoxal
Solenodon paradoxus
Espèce
Statut de conservation UICN

LC : Préoccupation mineure
Solenodon paradoxus, le Solénodon paradoxal ou Almiqui paradoxal, plus simplement solénodonte ou encore nez longue en français haïtien[réf. souhaitée], est une espèce antillaise en danger. Elle fait partie des mammifères de la famille des Solenodontidae qui comprend des sortes de grandes musaraignes primitives, terrestres, nocturnes, fouisseuses et insectivores, dont la morsure est venimeuse.

## Description

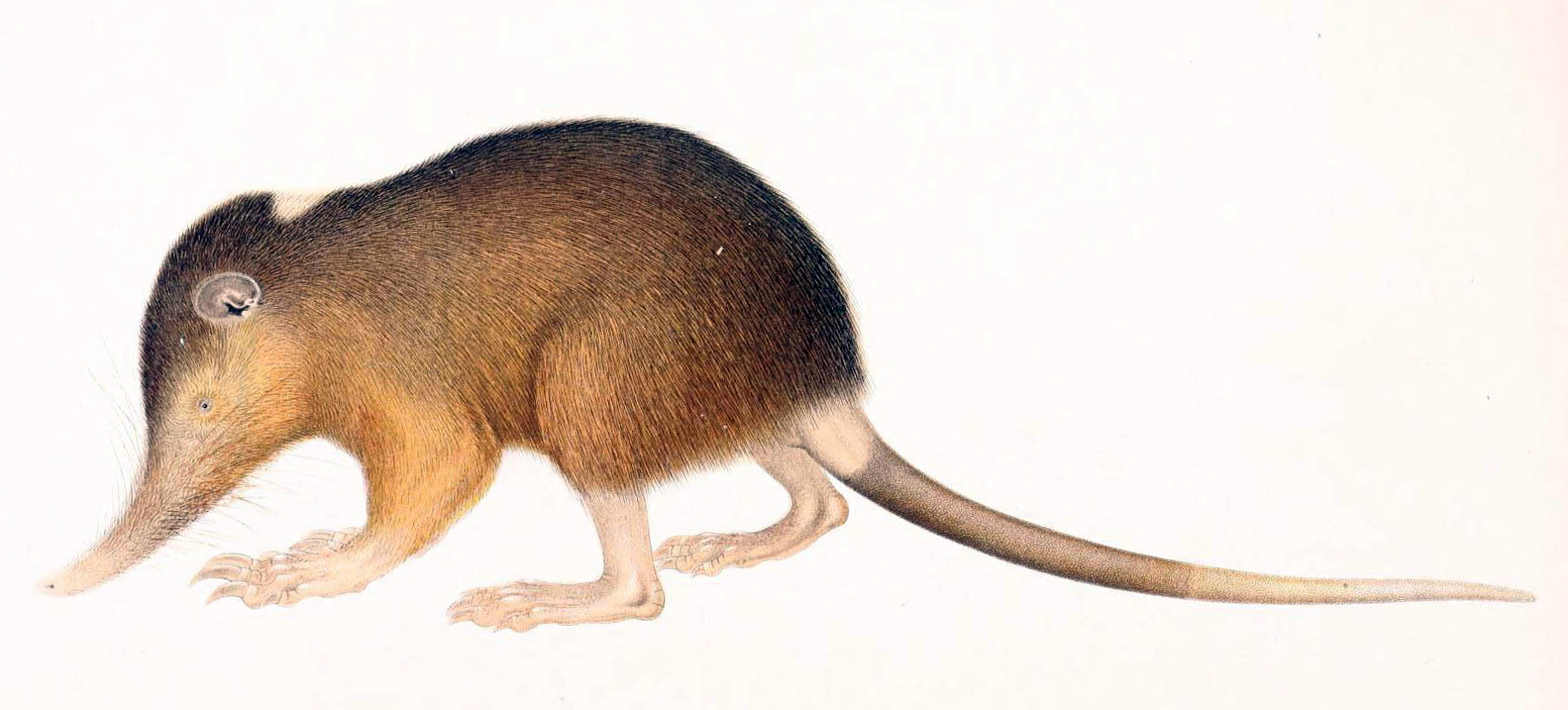
Planche zoologique de 1910
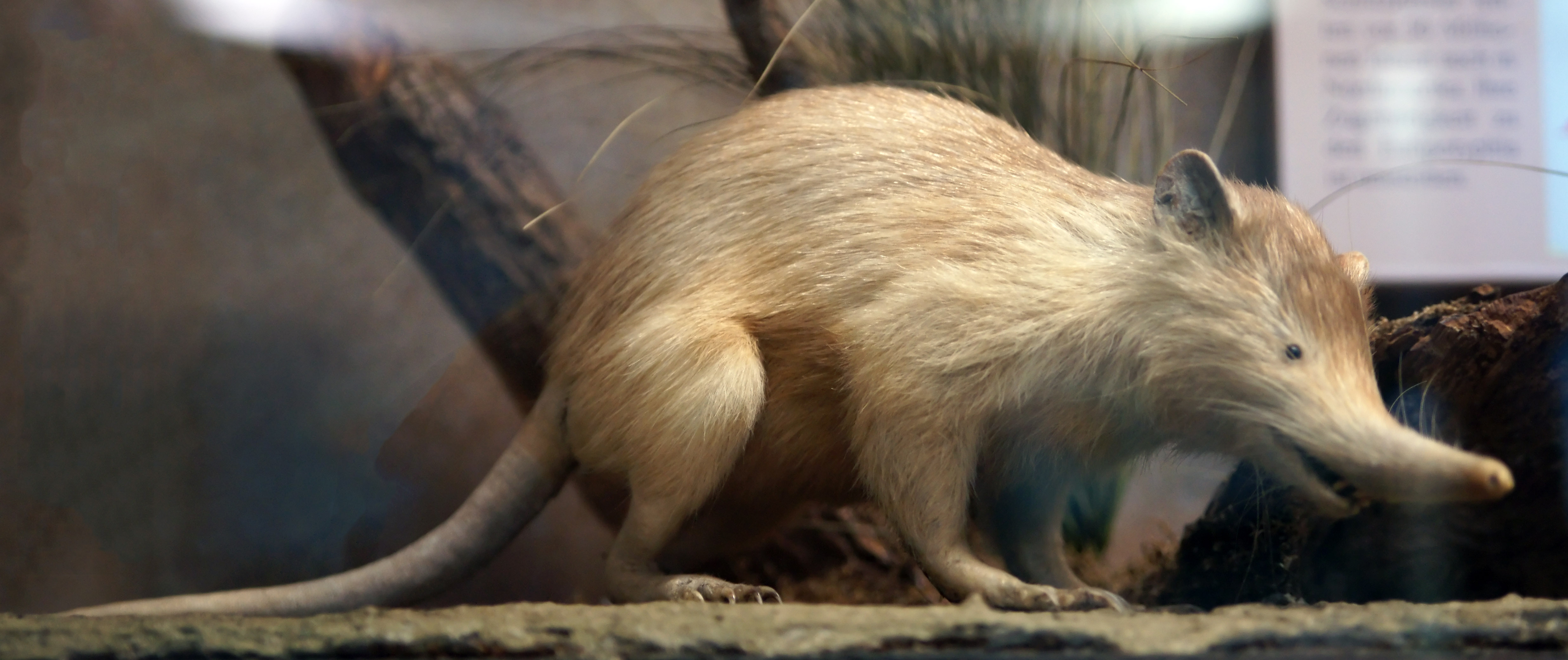
Spécimen naturalisé du Muséum d'histoire naturelle de Vienne

Ce sont des mammifères nocturnes, fouisseurs et insectivores.
Leur forme rappelle celle des musaraignes, mais de plus grande taille et leur museau, très long, est renforcé par un os, l'os proboscidien. Ces mammifères produisent une salive toxique qui se propage dans le corps de leurs proies lorsqu'ils les mordent.
Il est l'un des rares mammifères vivants qui utilisent le poison, avec deux espèces de musaraignes (Blarina brevicauda) et l'ornithorynque.
Ils sont en voie d'extinction en raison de la perte de leur habitat, la chasse, et l'introduction de prédateurs tels que les rats, mangoustes, les chiens et les chats.

## Distribution
Cette espèce est endémique de l'île d'Hispaniola : elle se rencontre à Haïti et en République dominicaine.
Une mission en 2007 a permis de redécouvrir une population de cette espèce en Haïti dans le massif de la Hotte.

## Classification
Cette espèce a été décrite pour la première fois en 1833 par le naturaliste germano-russe Johann Friedrich von Brandt (1802-1879).
Classification plus détaillée selon le Système d'information taxonomique intégré (SITI ou ITIS en anglais) :
 Règne : Animalia ; sous-règne : Bilateria ; infra-règne : Deuterostomia ; Embranchement : Chordata ; Sous-embranchement : Vertebrata ; infra-embranchement : Gnathostomata ; super-classe : Tetrapoda ; Classe : Mammalia ; Sous-classe : Theria ; infra-classe : Eutheria ; ordre : Soricomorpha ; famille : Solenodontidae, genre : Solenodon.
Traditionnellement, les espèces de cette famille sont classées dans l'ordre des Insectivora, un regroupement qui est progressivement abandonné au XXIe siècle.

### Liste des sous-espèces
Selon BioLib (14 août 2023) :
- sous-espèce Solenodon paradoxus haitiensis Turvey & al., 2016
- sous-espèce Solenodon paradoxus paradoxus Brandt, 1833
- sous-espèce Solenodon paradoxus woodi Ottenwalder, 2001

Selon Mammal Species of the World (version 3, 2005)  (14 août 2023) :
- sous-espèce Solenodon paradoxus paradoxus
- sous-espèce Solenodon paradoxus woodi

Selon NCBI (14 août 2023) :
- sous-espèce Solenodon paradoxus paradoxus Brandt 1833
- sous-espèce Solenodon paradoxus woodi Ottenwalder, 2001

### Publication originale
- Brandt, 1833 : De Solenodonte, novo mammalium insectivorum genere. Memoires de l'Académie Impériale des Sciences de St. Pétersbourg sciences mathématiques, physiques et naturelles, ser. 6, vol. 2, p. 459–478.